# Torea
Torea (llamada oficialmente San Xián de Torea) es una parroquia española del municipio de Muros, en la provincia de La Coruña, Galicia.

## Entidades de población
Entidades de población que forman parte de la parroquia:
- Amira (A Amira)
- Cornes
- Figueiroa
- Lestón Arriba (Lestón de Arriba)
- Pando
- Riomao
- San Xián
- Torea
- Vistavós

## Demografía
| Gráfica de evolución demográfica de Torea entre 2000 y 2018 |
|                                                             |
| Datos según el nomenclátor publicado por el INE.            |